# Crazy Shaun
Crazy Shaun (echte naam: Shaun Sutton) (Guildford, 19 september 1962) is een Britse diskjockey.

## Biografie
(Crazy) Shaun Sutton is een resident-dj geweest in de Amsterdamse club RoXY. Daarnaast was hij ook een vaste waarde in  De Waakzaamheid in Koog aan de Zaan.

## Discografie
| Jaar | Naam | Label                | Formaat      |
| ---- | --- | -------------------- | ------------ |
| 1994 | Airbag (Crazy Shaun Mix) Remix compilation: - V.O.L.V.O - Airbag - A Tribute To Safety                                                          | Drive-In Productions | Vinyl, album |
| 1995 | The Amsterdam EP: - A1 - Make Me Feel (Original Mix) - A2 - Make Me Feel (16T Mix) - B1 - Your Eyes (Rhythm Mix) - B2 - Your Eyes (2DJ's Remix) | Indochina            | Vinyl, ep    |
| 1995 | The Amsterdam ep Vol II: - A1 - I Like It (Original Mix) - A2 - I Like It (Mark II Mix) - B1 - Take U On (Original) - B2 - Take U On (Pad Mix)  | Indochina            | Vinyl, ep    |
| 1996 | Spooky - A1 - Spooky (Crazy's & Jules Original) - B1 - Spooky (Michael Skins Remix)                                                             | Bang International   | Vinyl, 12"   |

Deze tracks zijn ook uitgekomen op:
- Dance Wars (2xcd, compilatie) - Spooky - Journeys By DJ - 1996
- Full Energy Volume 1 (compilatie) - Kick It Right Back (Club Mix) - Indochina - 1996